# Herbert Ihering

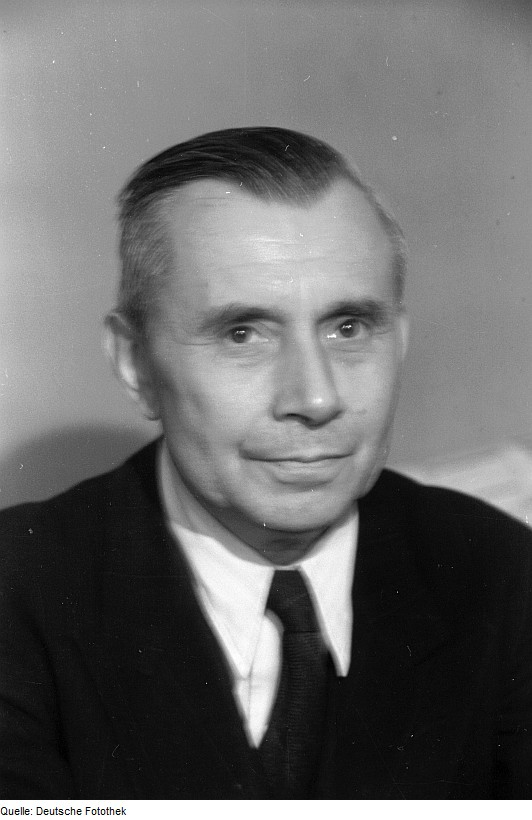
Herbert Ihering (1946)

Herbert Ihering oder Jhering  (* 29. Februar 1888 in Springe; † 15. Januar 1977 in Berlin) war ein deutscher Dramaturg, Regisseur, Journalist und Theaterkritiker.

## Leben

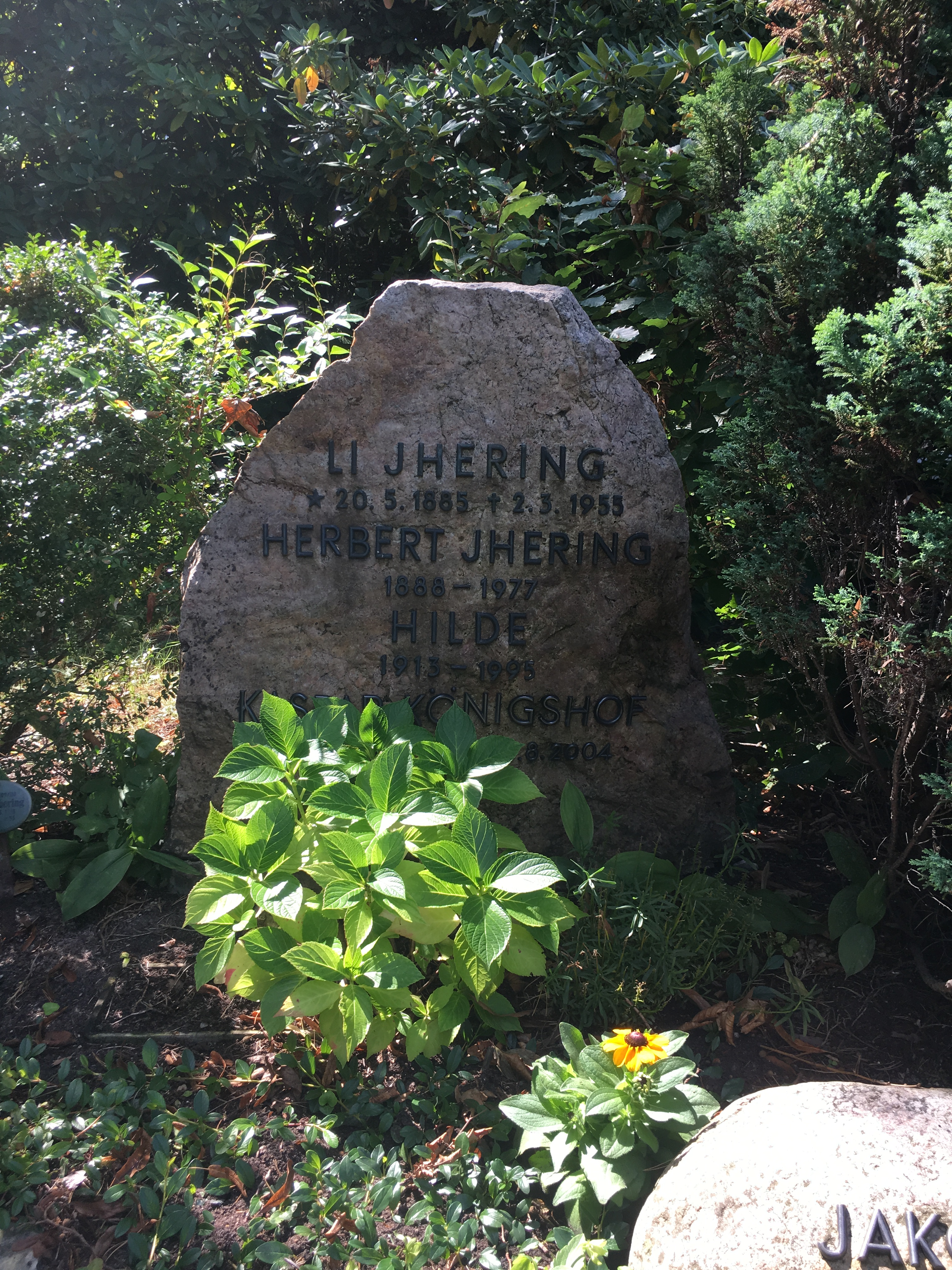
Grabstätte Herbert Jhering

Iherings Vater war Georg Jhering, Assessor am Amtsgericht Springe, seine Mutter dessen Frau Marie, geborene Brandes. Er besuchte das Gymnasium in Aurich und das Kaiser-Wilhelm-Gymnasium in Hannover. 1906 nahm er ein Studium der Germanistik in Freiburg im Breisgau sowie in München auf; im Oktober 1907 immatrikulierte er sich an der Universität Berlin.
Herbert Ihering begann 1909 seine Karriere als Mitarbeiter an der von Siegfried Jacobsohn herausgegebenen Wochenzeitschrift Die Schaubühne. Von August bis Dezember 1913 war er Theaterkritiker bei der Vossischen Zeitung und von 1914 bis 1918 Dramaturg an der Wiener Volksbühne. Er wirkte dort auch als Regisseur; unter anderem inszenierte er die Uraufführung von Carl Sternheims Komödie Der Kandidat.
1918 wurde er freier Mitarbeiter des Berliner Börsen-Couriers, für den er bereits 1913/14 tätig gewesen war. Von 1918 bis 1920 war er daneben auch als Lektor für den Verlag Felix Bloch Erben tätig. 1919 wurde er Nachfolger von Alfred Kerr als Theaterkritiker der im Scherl Verlag erscheinenden Tageszeitung Der Tag. 1920 gab er die nur in diesem Jahr erschienene illustrierte Wochenschrift Der kleine Roman und 1920/21 als Nachfolger von Otto Zoff die im Verlag Erich Reiß erschienene Buchreihe Der Schauspieler heraus.
Von 1922 bis 1933 entwickelte sich Ihering am Berliner Börsen-Courier, der von Emil Faktor geleitet wurde, zu einem der wichtigsten Theater- und Filmkritiker der Weimarer Republik. Ihering „pflegte einen ganz anderen Stil als die übrigen Großkritiker der Zeit. Viel sachlicher schreibt er, doch mit Mission. In seinen Artikeln, Kritiken und Kampfschriften argumentiert er massiv und sprachlich manchmal recht sperrig. [...] Seine Artikel richteten sich an die Intendanten, von denen er einen konsistenten, vielseitigen und ideell durchdachten Spielplan verlangte, an Regisseure, Dramaturgen, Bühnenbildner und Dramatiker, die er zur inhaltlich und formal – für ihn – sinnhaften Zusammenarbeit bewegen wollte.“
Im Dezember 1921 lernte Ihering den jungen Bertolt Brecht kennen, den er 1922 als Vertrauensmann der Kleist-Stiftung für den Kleist-Preis vorschlug. Damit und bei anderen Anlässen positionierte sich Ihering als Antipode zu Alfred Kerr. Der Gegensatz zwischen den beiden Kritikerpäpsten beschäftigte die literarische Öffentlichkeit der Weimarer Republik. Während Kerr scharfe Urteilssprüche fällte, verstand sich Ihering als Mitstreiter der neuen Dramatik, der ausführlich die Leistungen der Darsteller analysierte.
Ende 1927 bezog Ihering einen dreigeschossigen Neubau in Berlin-Zehlendorf, den er fünfzig Jahre lang bis zu seinem Tod bewohnen sollte. Nachdem Ihering in der Weimarer Republik viele Jahre lang Sendungen im Rundfunk mitgestaltet hatte, wurde seine Präsenz in dem noch jungen Medium im Oktober 1932 jäh beendet.
Zum Jahresende 1933 musste der Berliner Börsen-Courier sein Erscheinen einstellen. Alfred Kerr, der Theaterkritiker des Berliner Tageblatts, floh am 15. Februar 1933 ins Exil. Hermann Sinsheimer übernahm seine Tätigkeit, aber ab 1. Januar 1934 durften Juden nicht mehr ins Theater und Ihering wurde Theaterkritiker des Berliner Tageblatts. Ihering führte auch in der Zeit des Nationalsozialismus seine Tätigkeit als Theaterkritiker fort. Klaus Mann karikierte ihn deshalb 1936 in seinem Roman Mephisto in der Figur des opportunistischen Journalisten Dr. Ihrig, und Alfred Kerr verspottete ihn in einem Gedicht als Rezensenten Hering.
1936 schloss man ihn aus der Reichsschrifttumskammer aus und die Reichspressekammer untersagte ihm die weitere Tätigkeit als Kritiker. Er arbeitete nun als Besetzungschef bei der Tobis Filmgesellschaft, wo er vor allem „vorbereitende Arbeit“ für Filme von Emil Jannings leistete. Ab 1941 konnte er in NS-Deutschland mehrere Schauspieler-Biografien publizieren. 1942 berief ihn Lothar Müthel als Dramaturg an das Wiener Burgtheater. Sein Jahresgehalt in Wien betrug 24.000 RM, weshalb Heinz Hilpert ihn als „bestbezahlten Theaterbesucher der Welt“ bezeichnete. Iherings aktives Wirken als Publizist und Dramaturg während der NS-Zeit schadete seinem Ruf erheblich. Als er seinen Tätigkeitsschwerpunkt in den Nachkriegsjahren in die DDR verlagerte, führte dies zu weiterer Schelte; der Theaterkritiker Hans Sahl sprach vom „zweimal gleichgeschalteten Ihering“.
1945 wurde Ihering unter Intendant Gustav von Wangenheim Chefdramaturg des Deutschen Theaters Berlin, das nun in der Sowjetischen Besatzungszone lag. Sofort begann er mit der Neuorganisation des Berliner Theaterlebens und nahm wieder den Kontakt zu Brecht auf, den er beim Aufbau des Berliner Ensembles unterstützte. 1950 wurde er ordentliches Mitglied der Berliner Akademie der Künste. Zu Beginn der 1950er Jahre war er Gründungsmitglied der Sektion Darstellende Kunst der Akademie der Künste Ost. Aufgrund von Differenzen mit von Wangenheims Nachfolger Wolfgang Langhoff musste Ihering seine Tätigkeit als Chefdramaturg des Deutschen Theaters 1953 aufgeben. 1955 starb Iherings langjährige Lebensgefährtin Lisette Königshof.
Ihering lebte wie früher im West-Berliner Stadtteil Zehlendorf, schrieb jedoch fast ausschließlich für die DDR-Presse, besonders für die Berliner Zeitung und für den Sonntag, die Wochenzeitung des Kulturbundes der DDR. Dort erschienen ab 1955 regelmäßig seine Bemerkungen über Theater und Film. 1956 wurde er zum ständigen Sekretär der Sektion Darstellende Kunst der Akademie der Künste Ost berufen (bis 1962).
Ende 1962 musste er seine Rubrik einstellen und konnte nicht mehr als Sekretär der Sektion Darstellende Kunst fungieren. Ab den späten 1960er Jahren wurden dem Theater- und Filmkritiker in der DDR und der Bundesrepublik zahlreiche Ehrungen zuteil. Sein Einfluss auf das Kulturleben der Bundesrepublik blieb jedoch begrenzt, nur einzelne bundesdeutsche Zeitungen wie die Recklinghäuser Zeitung veröffentlichten gelegentlich seine Kritiken. Iherings letzte Kritiken erschienen 1974.
Seine Grabstätte befindet sich auf dem Friedhof Zehlendorf (Grablage Abt. 3 W 109). Der Nachlass Iherings befindet sich in der Berliner Akademie der Künste.

## Auszeichnungen
- 1955 Lessing-Preis der DDR
- 1963 Ehrendoktorwürde der Humboldt-Universität zu Berlin
- 1967 Johannes-R.-Becher-Medaille des Kulturbunds der DDR
- 1968 Heinrich-Mann-Preis der Akademie der Künste Ost
- 1969 Berliner Kunstpreis der Akademie der Künste (West)
- 1970 Silbernes Blatt des Verbandes Deutscher Bühnenschriftsteller
- 1971 Filmband in Gold für langjähriges und hervorragendes Wirken im deutschen Film
- 1973 Ehrenmitgliedschaft der Akademie der Künste Ost

1993 benannte sich die „Gesellschaft für kulturhistorische Studien“ Schöppenstedt, die die Wanderausstellung „Verehrt, verfolgt, vergessen – Schauspieler als Naziopfer“ durchgeführt hatte, in „Herbert Ihering Gesellschaft“ um. Die Herbert Ihering Gesellschaft will im Geist Iherings weiterwirken.

## Veröffentlichungen
- Regisseure und Bühnenmaler. Berlin: Goldschmidt-Gabrielli, 1921.
- Der Kampf ums Theater. Dresden: Sibyllen, 1922.
- Aktuelle Dramaturgie. Berlin: Schmiede, 1924.
- Die vereinsamte Theaterkritik. Berlin: Schmiede, 1927.
- Reinhardt, Jessner, Piscator, oder Klassikertod? Berlin: Rowohlt, 1929.
- Die getarnte Reaktion. Berlin: Rowohlt, 1930.
- Emil Jannings – Baumeister seines Lebens und seiner Filme. Heidelberg; Berlin; Leipzig: Hüthig, 1941.
- Von Josef Kainz bis Paula Wessely. Schauspieler von gestern und heute. Heidelberg; Berlin; Leipzig: Hüthig, 1942.
- Regie. Berlin: Hans von Hugo, 1943.
- Käthe Dorsch. München: Zinnen, 1944.
- Berliner Dramaturgie. Berlin: Aufbau, 1947.
- Vom Geist und Ungeist der Zeit. Berlin: Aufbau, 1947.
- Junge Schauspieler. Berlin: Henschel, 1948.
- Theaterstadt Berlin. Ein Almanach. Berlin: Bruno Henschel, 1948.
- Die Zwanziger Jahre. Berlin: Aufbau, 1948.
- Hrsg.: Theater der Welt: ein Almanach. Berlin: Henschel, 1949.
- Heinrich Mann. Berlin: Aufbau, 1951.
- Auf der Suche nach Deutschland. Berlin: Aufbau, 1952.
- Schauspieler in der Entwicklung. Berlin: Aufbau, 1956.
- Die Weltkunst der Pantomime. Berlin: Aufbau, 1956.
- Bertolt Brecht und das Theater. Berlin: Rembrandt 1959.
- Mit Eva Wisten: Eduard von Winterstein. Berlin: Henschel, 1961.
- Von Reinhardt bis Brecht. Vier Jahrzehnte Theater und Film. 3 Bde. Berlin: Aufbau, 1961.
- Begegnungen mit Zeit und Menschen. Berlin: Aufbau 1963 (= Bremen: Schünemann Verlag, 1965).
- Mit Hugo Fetting: Ernst Busch. Berlin: Henschel, 1965.
- Theater der produktiven Widersprüche, 1945-1949. Berlin, Weimar: Aufbau, 1967.

Posthum erschienen
- Bert Brecht hat das dichterische Antlitz Deutschlands verändert. Gesammelte Kritiken zum Theater Brechts. Hrsg. von Klaus Völker. München: Kindler, 1980.
- Theater in Aktion: Kritiken aus 3 Jahrzehnten. 1913-1933. Hrsg. von Edith Krull. Berlin: Henschel, 1986.
- Werner Krauß. Ein Schauspieler und das neunzehnte Jahrhundert. Hrsg. von Sabine Zolchow und Rudolf Mast. Berlin: Vorwerk 8, 1997, ISBN 3-930916-15-0.
- Umschlagplätze der Kritik. Texte zu Kultur, Politik und Theater. Hrsg. von Corinna Kirschstein, Sebastian Göschel, Fee Isabelle Lingnau. Berlin: Vorwerk 8, 2010, ISBN 978-3-940384-23-2.